# Kommunalwahlen in Georgien 2021
Am 2. Oktober 2021 fanden Kommunalwahlen in Georgien statt. Notwendige Stichwahlen fanden am 30. Oktober statt. 

## Wahlsystem
Georgien ist in 64 kommunale Einheiten (darunter 59 Munizipalitäten und die fünf unabhängigen Städte Tbilissi, Batumi, Kutaissi, Poti und Rustawi) unterteilt, deren lokale Vertretung zur Wahl stand. Gewählt wurden die Kommunalparlamente (Sakrebulo) und Bürgermeister. 
Für die Kommunalparlamente gilt ein Grabenwahlsystem, wobei jeder Wähler zwei Stimmen hat. Zwei Drittel (in den unabhängigen Städten vier Fünftel) der Mandate werden nach dem proportionalen Wahlergebnis der Parteien vergeben, wobei eine Sperrklausel von drei Prozent (in Tbilisi: 2,5 Prozent) gilt. Die restlichen Mandate werden nach dem Mehrheitswahlrecht vergeben, wobei eine Stichwahl zwischen dem erst- und zweitplatzierten Kandidaten stattfindet, wenn kein Kandidat die absolute Mehrheit der Stimmen erreicht. 

## Ausgangslage
Bei den letzten Kommunalwahlen in Georgien konnte die Regierungspartei Georgischer Traum (KO) landesweit die Mehrheit der Stimmen auf sich vereinigen. Der KO gewann unter anderem mit dem Kandidaten Kacha Kaladse auch die Bürgermeisterwahlen in der georgischen Hauptstadt Tbilissi. 
Die Wahlen waren ursprünglich als „Referendum“ über das Abhalten von Neuwahlen zum Parlament angedacht. Bei den Parlamentswahlen 2020 gewann der KO die absolute Mehrheit der Mandate. Die Opposition, angeführt von der Vereinten Nationalen Bewegung (ENM), sprach von Wahlfälschung und akzeptierte das Ergebnis nicht. Nachdem es zu einer monatelangen politischen Blockade kam, da die Oppositionsabgeordneten ihre Mandate im Parlament nicht annahmen, führte die Europäische Union unter Leitung des Ratspräsidenten Charles Michel Verhandlungen mit der Regierung, die im April 2021 in einem Abkommen resultierten, gemäß dem der KO sich verpflichtete, bei einem Ergebnis von weniger als 43 Prozent bei den Kommunalwahlen Parlamentsneuwahlen abzuhalten. Infolgedessen nahmen die Oppositionsabgeordneten ihre Mandate wahr. Das Abkommen wurde von der Regierung im Juli 2021 einseitig aufgekündigt.
Einen Tag vor den Kommunalwahlen betrat der ehemalige Präsident Micheil Saakaschwili (ENM) das Staatsgebiet Georgiens und wurde umgehend festgenommen. Nach seinem Ausscheiden aus dem Amt 2013 hatte er Georgien verlassen und war in Abwesenheit zu mehreren Jahren Haft verurteilt worden.

## Ergebnisse
Bei den Kommunalwahlen konnte der KO seine Position als stärkste Kraft behaupten, musste allerdings deutliche Verluste hinnehmen. Die ENM legte deutlich zu. Die neugegründete Partei „Für Georgien“, die vom ehemaligen Premierminister Giorgi Gacharia angeführt wird, erreichte 7,8 Prozent der Stimmen. Die ENM profitierte unter anderem vom Kollaps der Partei Europäisches Georgien, die sich 2017 von der ENM abgespalten hatte.
In allen fünf unabhängigen Städten musste eine Stichwahl für das Bürgermeisteramt stattfinden.

### Ergebnisse in ausgewählten Munizipalitäten und unabhängigen Städten
| Gebietskörperschaft | KO     | ENM    | FG     | Lelo  | EG    | SPA   | G-MF  | Sonstige |
| ------------------- | ------ | ------ | ------ | ----- | ----- | ----- | ----- | -------- |
| Tbilissi            | 40,3 % | 28,0 % | 8,9 %  | 3,6 % | 1,2 % | 1,7 % | 3,3 % | 13,0 %   |
| Batumi              | 39,4 % | 38,4 % | 10,0 % | 3,3 % | 1,0 % | 1,2 % | 1,6 % | 5,1 %    |
| Keda                | 51,5 % | 30,7 % | 6,7 %  | 3,3 % | 2,6 % | 1,9 % | 0,5 % | 2,8 %    |
| Kobuleti            | 48,3 % | 38,1 % | 7,4 %  | 1,5 % | 0,5 % | 0,9 % | 0,6 % | 2,7 %    |
| Schuachewi          | 45,6 % | 35,2 % | 7,8 %  | 3,8 % | 2,1 % | 2,2 % | 0,5 % | 2,8 %    |
| Chelwatschauri      | 41,2 % | 35,9 % | 15,1 % | 2,0 % | 1,8 % | 1,1 % | 0,7 % | 2,2 %    |
| Chulo               | 46,4 % | 35,0 % | 6,4 %  | 4,1 % | 2,1 % | 0,7 % | 0,5 % | 4,8 %    |
| Lantschchuti        | 53,5 % | 22,6 % | 9,2 %  | 3,9 % | 2,6 % | 1,1 % | 0,8 % | 6,3 %    |
| Osurgeti            | 50,5 % | 25,9 % | 9,3 %  | 2,1 % | 1,9 % | 1,3 % | 1,1 % | 7,9 %    |
| Tschochatauri       | 52,5 % | 22,2 % | 11,3 % | 2,5 % | 2,6 % | 1,7 % | –     | 7,2 %    |
| Kutaissi            | 39,2 % | 37,6 % | 6,7 %  | 2,0 % | 1,1 % | 1,2 % | 1,6 % | 10,6 %   |
| Rustawi             | 36,3 % | 38,4 % | 7,5 %  | 2,3 % | 1,0 % | 2,2 % | 2,6 % | 9,7 %    |
| Poti                | 41,8 % | 31,4 % | 13,2 % | 1,8 % | 2,4 % | 0,7 % | 1,4 % | 7,3 %    |
| Gori                | 48,5 % | 31,7 % | 10,3 % | 2,1 % | 0,9 % | 1,8 % | 1,3 % | 3,4 %    |
| Kaspi               | 47,0 % | 34,8 % | 7,8 %  | 1,4 % | 0,9 % | 3,2 % | –     | 4,9 %    |
| Kareli              | 43,9 % | 36,8 % | 7,6 %  | 4,2 % | 1,1 % | 1,7 % | 0,9 % | 3,8 %    |
| Chaschuri           | 41,7 % | 32,7 % | 10,6 % | 4,0 % | 0,7 % | 1,7 % | 1,5 % | 7,1 %    |

### Bürgermeisterwahlen
Bei den Bürgermeisterwahlen setzte sich der KO in fast allen Munizipalitäten in den Stichwahlen durch, lediglich in der Munizipalität Zalendschicha lag der Kandidat der ENM vorne. Vertreter der Opposition sprachen von Wahlfälschung und kündigten Proteste an.